# サントリーミステリー大賞
サントリーミステリー大賞（サントリーミステリーたいしょう）は、サントリー、文藝春秋、朝日放送が主催していた、公募のミステリーの新人賞である。

## 概要
1983年から2003年の休止まで、全20回実施された。
最終選考を公開で行うこと、読者賞を別に設けること、受賞作はテレビドラマ化することなどの特徴があった。また、一時期海外作品の応募を認めていた。第7回～第9回は海外作品が大賞を受賞し、日本語に翻訳して刊行された。
大賞受賞者には正賞としてサントリー特製ウイスキー、副賞として1200万円が贈呈された。
大賞作（第11回を除く）はテレビ朝日系列（朝日放送制作）にてサントリー一社提供の年1回の特別枠「サントリーミステリースペシャル」（1983年 - 1997年）、「サントリーミステリー大賞スペシャル」（1998年 - 2003年）としてドラマ化、全国放送された。1983年と1984年は『月曜ワイド劇場』を1週分休止して放送（前者が21:00 - 23:33、後者が21:00 - 21:51）、1985年 - 1986年は金曜日21:00 - 22:48（当時21時台はABC製作の連続ドラマ枠、22時台は必殺シリーズの時間帯）で放送されていたが、その後、『素敵にドキュメント』の開始や『ニュースステーション』の金曜22時スタート編成に伴い、1987年 - 2003年は『土曜ワイド劇場』を1週分休止して、土曜日21:00 - 22:51に放送された。

## 受賞者一覧

### 第1回-第10回
- 第1回（1983年）
  - 大賞 鷹羽十九哉『虹へ、アヴァンチュール』
  - 読者賞 麗羅『桜子は帰ってきたか』
  - 佳作賞 黒川博行『二度のお別れ』
- 第2回（1984年）
  - 大賞 由良三郎『運命交響曲殺人事件』
  - 読者賞 井上淳『懐かしき友へ―オールド・フレンズ―』
  - 佳作賞 黒川博行『雨に殺せば』
- 第3回（1985年）
  - 大賞 土井行夫『名なし鳥飛んだ』
  - 読者賞 保田良雄『カフカズに星墜ちて』
  - 佳作賞 深谷忠記『一万分の一ミリの殺人』
- 第4回（1986年）
  - 大賞 黒川博行『キャッツアイころがった』
  - 読者賞 長尾誠夫『源氏物語人殺し絵巻』
  - 佳作賞 ラルフ・ヤング『クロスファイア』
- 第5回（1987年）この年以降は「土曜ワイド劇場」枠での放送になる。
  - 大賞・読者賞 典厩五郎『土壇場でハリー・ライム』
- 第6回（1988年）
  - 大賞 笹倉明『漂流裁判』
  - 読者賞 樋口有介『ぼくと、ぼくらの夏』
  - 佳作賞 岩木章太郎『新古今殺人草紙』
  - 佳作賞 ダブ・シルバーマン『グッド・シェパーズ』（未刊行）
- 第7回（1989年）
  - 大賞 ベゴーニャ・ロペス『死がお待ちかね』
  - 読者賞 黒崎緑『ワイングラスは殺意に満ちて』
  - 佳作賞 中川裕朗『猟人の眠り』
- 第8回（1990年）
  - 大賞 モリー・マキタリック『TVレポーター殺人事件』
  - 読者賞 関口ふさえ（関口芙沙恵）『蜂の殺意』
  - 佳作賞 ふゆきたかし『暗示の壁』
- 第9回（1991年）
  - 大賞 ドナ・M. レオン『死のフェニーチェ劇場』
  - 読者賞 今井泉『碇泊なき海図』
  - 佳作賞 醍醐麻沙夫『ヴィナスの濡れ衣―南紀殺人事件』
  - 佳作賞 横山秀夫『ルパンの消息』
- 第10回（1992年）
  - 大賞・読者賞 花木深『B29の行方』
  - 特別佳作賞 マーガレット・パーク・ブリッジズ『わが愛しのワトスン』
  - 佳作賞 山卓雄『天明殺人草紙―源内狂乱』（未刊行）
  - 佳作賞 舞岡淳『バブル』（未刊行）

### 第11回-第20回
- 第11回（1993年）大賞作品が映像化不可能だったため、代わりに読者賞作品が映像化。
  - 大賞 熊谷独『最後の逃亡者』
  - 読者賞 祐未みらの『緋の風』
  - 佳作賞 秋川陽二『殺人フォーサム』
- 第12回（1995年）
  - 大賞・読者賞 丹羽昌一『天皇（エンペラドール）の密使』
  - 佳作賞 高橋俊『シャドーランサーの男』（未刊行）
  - 佳作賞 桝田武宗『黄色い流砂』（未刊行）
- 第13回（1996年）
  - 大賞 森純『八月の獲物』
  - 読者賞 伊野上裕伸『火の壁』
  - 佳作賞 伊坂幸太郎『悪党たちが目にしみる』（『陽気なギャングが地球を回す』の原型）
- 第14回（1997年）
  - 大賞 三宅彰『風よ、撃て』
  - 読者賞 高尾佐介『アンデスの十字架』
  - 優秀作品賞 内田モトキ『パイロット・イン・コマンド』
- 第15回（1998年）
  - 大賞 結城五郎『心室細動』
  - 読者賞 司城志朗『ゲノム・ハザード』
  - 優秀作品賞 川端裕人『夏のロケット』
- 第16回（1999年）
  - 大賞・読者賞 高嶋哲夫『イントゥルーダー』
  - 優秀作品賞 新井政彦『CATT―託されたメッセージ』（未刊行）
  - 優秀作品賞 阿川大樹『天使の漂流』（未刊行）
- 第17回（2000年）
  - 大賞・読者賞 垣根涼介『午前三時のルースター』
  - 優秀作品賞 新井政彦『ネバーランドの柩』（未刊行）
  - 優秀作品賞 結城辰二『暴走ラボ（研究所）』（未刊行）
- 第18回（2001年）
  - 大賞・読者賞 笹本稜平『時の渚』
  - 優秀作品賞 五十嵐貴久『TVJ』
  - 優秀作品賞 海月ルイ『尼僧の襟』（未刊行）
- 第19回（2002年）
  - 大賞・読者賞 海月ルイ『子盗り』
  - 優秀作品賞 義則喬『静かなる叫び』（未刊行）
  - 優秀作品賞 藤村いずみ『孤独の陰翳』（未刊行）
- 第20回（2003年）
  - 大賞 中野順一『セカンド・サイト』
  - 読者賞 鈴木凛太朗『視えない大きな鳥』（未刊行）
  - 優秀作品賞 藤森益弘『春の砦』

第20回をもって終了となった。

## 歴代選考委員
- 第1回から第2回 阿川弘之、開高健、小松左京、田辺聖子、都筑道夫
- 第3回 開高健、小松左京、都筑道夫、田辺聖子、イーデス・ハンソン
- 第4回から第7回 開高健、田中小実昌、田辺聖子、都筑道夫、イーデス・ハンソン
- 第8回 田中小実昌、田辺聖子、都筑道夫、向井敏、イーデス・ハンソン
- 第9回 田中小実昌、田辺聖子、都筑道夫、夏樹静子、イーデス・ハンソン
- 第10回から第12回 北方謙三、栗本薫、筒井康隆、都筑道夫、夏樹静子
- 第13回から第15回 長部日出雄、北方謙三、栗本薫、筒井康隆、都筑道夫、夏樹静子

## ドラマ化作品
原作は第11回を除きいずれも上記の大賞を受賞した作品である。なお、第11回は読者賞受賞作が原作となっている。
| サントリーミステリースペシャル     | サントリーミステリースペシャル | サントリーミステリースペシャル      | サントリーミステリースペシャル | サントリーミステリースペシャル | サントリーミステリースペシャル |
| 回                                 | 放送日                         | タイトル                            | 脚本                           | 監督                           | 出演者 |
| ---------------------------------- | ------------------------------ | ----------------------------------- | ------------------------------ | ------------------------------ | --- |
| 1                                  | 1983年 11月28日                | 虹へ、アヴァンチュール              | 安倍徹郎                       | 工藤栄一                       | 中村雅俊、緒形拳、山田五十鈴、佐藤慶、 池上季実子、有島一郎、金沢碧、 岩井半四郎、レオナルド熊、梨元勝                                      |
| 2                                  | 1984年 11月26日                | 運命交響曲殺人事件                  | 安倍徹郎                       | 永野靖忠                       | 若山富三郎、山本陽子、田原俊彦、丘みつ子、 北詰友樹、日下武史、宮尾すすむ、 山本圭、横山ノック                                              |
| 3                                  | 1985年 12月6日                 | 澪つくし高校連続殺人事件            | ジェームス三木                 | 降旗康男                       | 竹下景子、古尾谷雅人、甲斐智枝美、香山美子、 山城新伍、森本レオ、木原光知子、園佳也子、 藤岡琢也、芦田伸介                                  |
| 4                                  | 1986年 11月28日                | 猫目石ころがった                    | 安倍徹郎                       | 永野靖忠                       | 古谷一行、真野響子、松本伊代、笑福亭鶴瓶、 芦屋雁之助、戸川純、利重剛、近藤正臣                                                             |
| 5                                  | 1987年 11月21日                | どたん場で第3の男                   | 中村敦夫                       | 長谷和夫                       | いしだあゆみ、岩城滉一、坂口良子、高峰三枝子、 斉藤慶子、中尾彬、長門裕之、橋爪功                                                           |
| 6                                  | 1989年 1月28日                 | 漂流裁判                            | 高橋玄洋 宇山圭子              | 瀬木宏康                       | 藤竜也、田中美佐子、工藤夕貴、火野正平、 新藤栄作、中村れい子、宇梶剛士、中村玉緒、 あべ静江、高岡建治、稲川淳二、 賀原夏子、名取裕子       |
| 7                                  | 1990年 3月3日                  | 死がお待ちかね                      | 岸田理生                       | 神代辰巳                       | 市原悦子、酒井和歌子、岡田眞澄、荻島眞一、 汀夏子、金沢碧、菅井きん、野村昭子、余貴美子                                                     |
| 8                                  | 1991年 3月2日                  | 女性TVリポーター殺人事件            | 中村敦夫                       | 中村敦夫                       | 林隆三、岸田今日子、杉田かおる、中尾彬、 ラサール石井、井森美幸、市毛良枝                                                                   |
| 9                                  | 1992年 2月29日                 | 京都に死す                          | 竹山洋                         | 瀬木宏康                       | 藤竜也、檀ふみ、由紀さおり、生稲晃子 |
| 10                                 | 1993年 2月27日                 | 秩父夜祭り殺人事件                  | 野上龍雄                       | 蔵原惟繕                       | 植木等、佐藤慶、井川比佐志、田村亮、 友里千賀子、山口果林、吉行和子、藤田まこと                                                             |
| 11                                 | 1994年 12月3日                 | 緋の風〜スカーレット・ウィンド〜    | 野上龍雄                       | 蔵原惟繕                       | 賀来千香子、樋口可南子、 植木等、羽場裕一、中野誠也                                                                                         |
| 12                                 | 1995年 11月25日                | 密使                                | 古田求                         | 長尾啓司                       | 筒井道隆、風吹ジュン、内藤剛志、松村雄基、 小橋めぐみ、丹波哲郎、北村総一朗                                                                 |
| 13                                 | 1996年 11月30日                | あなたに10億円さしあげます!連続殺人 | 金子成人                       | 松尾昭典                       | 小林稔侍、有森也実、矢崎滋、山本耕史、 建みさと、犬塚弘、笹野高史、石井苗子、 山口美也子、柴田理恵、及川以造、 螢雪次朗、根津甚八、小林桂樹 |
| 14                                 | 1997年 12月6日                 | 風よ、撃て                          | 矢島正雄                       | 小沢啓一                       | 赤井英和、高嶋政伸、中村あずさ、夏八木勲、 浅田美代子、田中律子、井上晴美、細川直美、 橋本さとし、松澤一之、山本陽一、六平直政、浜田晃      |
| サントリーミステリー大賞スペシャル |                                |                                     |                                |                                | |
| 15                                 | 1998年 11月14日                | 心室細動                            | 田子明弘                       | 小田切正明                     | 村上弘明 ほか |
| 16                                 | 1999年 12月4日                 | イントゥルーダー                    | 森下直                         | 小田切正明                     | 陣内孝則 ほか |
| 17                                 | 2000年 11月25日                | 午前三時のルースター                | 奥寺佐渡子                     | 渡邊孝好                       | 高橋克典、永作博美、生田斗真、真行寺君枝、 生瀬勝久、あいはら友子、松重豊、 森下能幸、西村雅彦、津川雅彦                                    |
| 18                                 | 2001年 12月1日                 | 時の渚〜衝撃の運命                  | 土屋保文                       | 松本明                         | 渡辺徹、有森也実、京本政樹、六平直政、 山崎邦正、香坂みゆき、伊藤敏八、水木薫、 あいはら友子、芦屋雁之助、山城新伍、 名取裕子、藤田まこと   |
| 19                                 | 2002年 11月30日                | 子盗り                              | 金子成人                       | 三村晴彦                       | 片平なぎさ、東ちづる、村田雄浩、新山千春、 鶴田忍、山田辰夫、加茂さくら、宇津宮雅代、 神山繁、西村和彦、藤村志保                            |
| 20                                 | 2003年 11月15日                | 運命が見える手                      | いとう斗士八                   | 松田秀知                       | 小西真奈美、柏原崇、田山涼成、佐々木蔵之介、 深浦加奈子、矢島健一、宮本大誠、山口紗弥加、 田村高廣、大杉漣、真矢みき、南田洋子              |